# Ингульский район (Николаев)
Ингу́льский райо́н (укр. Iнгульський район) — административно-территориальная единица Николаева.

## География
Район расположен на востоке города. Граничит с Центральным и Корабельным районами. Включает микрорайоны Новое Садоводство, Новый Водопой, Старый Водопой, имени Горького.

## История
Район образован в 1920 году под названием Слободской.
В 1938 году переименован в Сталинский.
В 1961 году переименован в Ленинский.
В 2016 году, распоряжением городского головы № 28 от 19 февраля 2016 года «О переименовании объектов топонимики», район получил название — Ингульский.

## Промышленность
На сентябрь 2009 года производственный комплекс района представлен 3948 предприятиями разных форм собственности. Среди крупнейших:  ГП НПКГ «Зоря-Машпроект», ОАО «Николаевмебель», ОАО «Николаевхлеб», ЗАО «Лакталис-Николаев», ПТФ «Велам», «Промстрой-2», КП «Дорога», металлоцентр «ВиДзев», ОАО «Орион-авто», АТП-14854. В районе действуют 9 рынков, 8 больших супермаркетов, множество предприятий сферы услуг. Здесь же расположены железнодорожный вокзал, междугородный автовокзал и зоопарк.
Кстати, железнодорожный вокзал долгое время являлся объектом бурных обсуждений. Ведь его помещение нуждалось в капитальном ремонте. Его состояние раскритиковал и Владимир Омелян, занимавший должность министра инфраструктуры во времена президента Петра Порошенко. 
Власти так и не смогли принять решение — ремонтировать старое здание или строить новое. Даже размышляли о предоставлении железнодорожного вокзала в концессию. Он также пострадал при обстреле в феврале-марте 2022 года.

## Образование

### Дошкольное образование
- Детский сад № 10 «Солнышко»
- Детский сад № 12 «Заря» УВК №1 «Семи квіточка»
- Детский сад № 17 «Журавушка»
- Детский сад № 37 «Сказка»
- Детский сад № 46 УВК №2 «Заря»
- Детский сад № 47 «Барвинок»
- Детский сад № 50 «Дельфин»
- Детский сад № 54 СУВК
- Детский сад № 60 «Горобинонька»
- Детский сад № 65
- Детский сад № 66
- Детский сад № 75
- Детский сад №142 "Звездный"